# Nagroda Star Screen dla Najlepszego Aktora
Nagroda Star Screen dla Najlepszego Aktora to indyjska nagroda filmowa przyznawana przez jury składające się z osobistości świata filmowego. Nazwiska zwycięzców są ogłaszane co roku w styczniu.
Pierwszą osoba, która uzyskała tę nagrodę był w 1994 roku Nana Patekar. Najczęściej (trzykrotnie) nagradzanymi osobami byli: Shah Rukh Khan i Hrithik Roshan.
Lista nagrodzonych:
| Rok  | Aktor                        | Film                  |
| 2009 | Hrithik Roshan               | Jodhaa Akbar          |
| 2008 | Shah Rukh Khan               | Chak De India         |
| 2007 | Hrithik Roshan               | Krrish                |
| 2006 | Amitabh Bachchan             | Black                 |
| 2005 | Shah Rukh Khan               | Veer-Zaara            |
| 2004 | Hrithik Roshan               | Koi... Mil Gaya       |
| 2003 | Shah Rukh Khan & Ajay Devgan | Devdas i Company      |
| 2002 | Sunny Deol                   | Gadar: Ek Prem Katha  |
| 2001 | Hrithik Roshan               | Kaho Naa... Pyaar Hai |
| 2000 | Sanjay Dutt                  | Vaastav               |
| 1999 | Ajay Devgan                  | Zakhm                 |
| 1998 | Anil Kapoor                  | Virasat               |
| 1997 | Aamir Khan                   | Raja Hindustani       |
| 1996 | Shah Rukh Khan               | Żona dla zuchwałych   |
| 1995 | Nana Patekar                 | Krantiveer            |